# Valvata macrostoma
Valvata macrostoma е вид охлюв от семейство Valvatidae. Видът не е застрашен от изчезване.

## Разпространение и местообитание
Разпространен е в Австрия, Белгия, България, Великобритания, Германия, Гърция, Дания, Европейска част на Русия, Естония, Испания, Латвия, Литва, Люксембург, Нидерландия, Норвегия, Полша, Румъния, Словакия, Турция, Украйна, Унгария, Финландия, Франция, Чехия, Швейцария и Швеция.
Обитава крайбрежията на сладководни басейни, реки, потоци и канали.

## Описание
Популацията на вида е намаляваща.